# Sexmo de Cabezas
El sexmo de Cabezas es una división administrativa española de origen medieval perteneciente a la Comunidad de Ciudad y Tierra de Segovia. Los sexmos son una división administrativa que, en un principio, equivalían a la sexta parte de un territorio determinado, generalmente comprendían una parte del término rural dependiente de una ciudad.

## Comunidad de Ciudad y Tierra de Segovia
La Comunidad de Ciudad y Tierra de Segovia se divide en 10 sexmos, aunque en un principio fueron seis. De los sexmos que pertenecen a la Comunidad de Ciudad y Tierra de Segovia ocho se encuadran dentro de la actual provincia de Segovia y dos en la provincia de Madrid. Estos sexmos son:
- San Lorenzo
- Santa Eulalia
- San Millán
- la Trinidad
- San Martín
- Cabezas
- el Espinar
- Posaderas
- Lozoya
- Casarrubios

Anteriormente también formaron parte los de:
- Tajuña
- Manzanares
- Valdemoro

## Localidades del sexmo de Cabezas

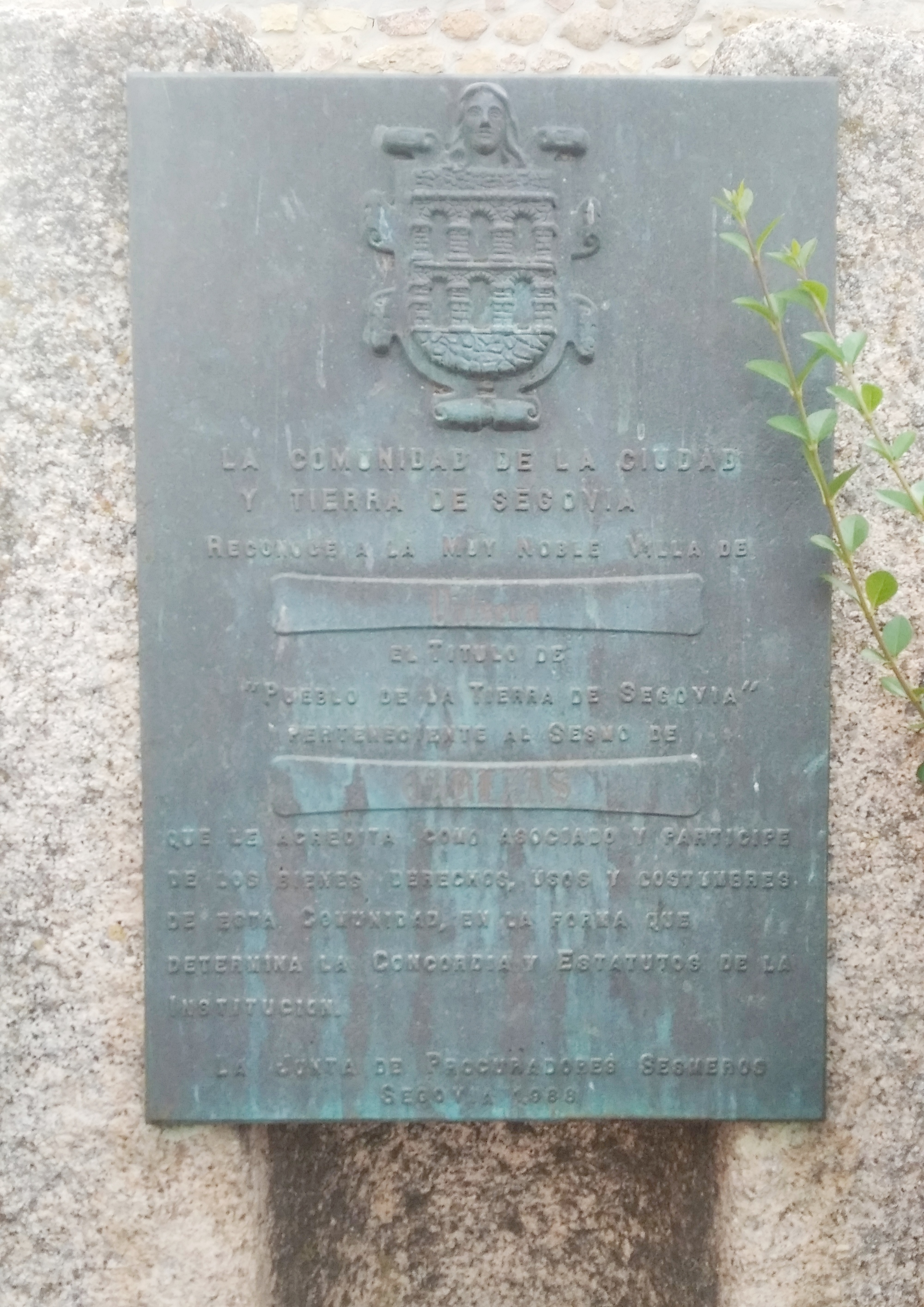
Documento en el que se reconoce a Valseca como Pueblo de la Tierra de Segovia perteneciente al Sexmo de Cabezas

El sexmo de Cabezas, parte de las Comunidades Segovianas, está encabezado por la localidad de Mozoncillo y está compuesto por los siguientes pueblos divididos en cinco cuadrillas:
Cuadrilla de Carbonero: Carbonero el Mayor y Fuentes.
Cuadrilla de Mozoncillo: Mozoncillo y Escarabajosa.
Cuadrilla de Aldea del Rey: Aldea Real, Villovela, Parral de Villovela y Pinarnegrillo.
Cuadrilla de Escalona: Escalona del Prado, Otones de Benjumea y Sauquillo.
Cuadrilla: de Cabelavilla: Pinillos de Polendos, Valseca, Cantimpalos, Bernuy de Porreros, Cabañas de Polendos, Encinillas, Roda de Eresma, Escobar de Polendos y Mata de Quintanar.
Tabanera la Luenga aparece, según la fuente, en la de Carbonero o la de Mozoncillo.
Hasta tiempos modernos donde el sexmero siempre pertenece a Mozoncillo, este era rotativo cada dos años entre las distintas cuadrillas, efectuando las reuniones el día de la Ascensión en la Ermita de San Bartolomé del Cuadrón.